# Bucculatrix firmionella
Bucculatrix firmionella är en fjärilsart som beskrevs av Inoue et al. 1982. Bucculatrix firmionella ingår i släktet Bucculatrix och familjen kronmalar. Inga underarter finns listade i Catalogue of Life.